# Кукул Роман Дмитрович
Роман Дми́трович Кукул — старший сержант Збройних сил України, учасник російсько-української війни 2014—2017.

## Нагороди
За особисту мужність, сумлінне та бездоганне служіння Українському народові, зразкове виконання військового обов'язку відзначений — нагороджений
- 10 жовтня 2015 року — орденом «За мужність» III ступеня.